# Vlag van Rio de Janeiro (stad)

De vlag van de stad Rio de Janeiro
(ratio 7:10)

De vlag van Rio de Janeiro bestaat uit een witte rechthoek met een blauw andreaskruis achter het wapen van de stad Rio de Janeiro, dat rood wordt weergegeven in het midden. Het basisontwerp is weinig veranderd sinds het werd aangenomen op 8 juli 1908, behalve in de periode van 1960 tot 1975 toen de gemeente Rio de Janeiro bekend stond als de staat Guanabara. Het lijkt op de vlaggen van Galicië (voordat het veranderde) en de Russische marine (met enkele wijzigingen).

## Samenstelling
De vlag van de stad Rio de Janeiro is een wit veld met twee diagonaal geplaatste blauwe strepen die een band en een balk vormen (in de vorm van een saltire of Andreaskruis). Op de kruising van de band en de balk staat het wapen van de stad - een zesde in verhouding tot het totale veld - in het rood. Het wapen van de stad heeft de volgende heraldische compositie: op een rood veld staan drie zilveren pijlen met daarboven een zilveren armillarium en daarboven een zilveren Frygische muts. Het schild wordt ondersteund door twee rode dolfijnen die rechts een lauwertak en links een eikentak vasthouden. De kuif van het schild is een muurkroon van vijf torens, ook rood.
De heraldische kleuren, van het wapenschild op dit schild zijn gewijzigd ten opzichte van het traditionele wapenschild, dat een blauw veld, gouden pijlen en bol en een rode Frygische kap heeft. De dolfijnen zijn normaal zilver, de bladeren die ze vasthouden groen en de muurkroon goud.
Het blauw en wit van de vlag symboliseren de Portugese oorsprong van de stad, omdat dit de traditionele kleuren van de Portugese monarchie zijn, aangenomen sinds de oprichting van het graafschap Portugal in 1097 (pas na de proclamatie van de Portugese Republiek op 5 oktober 1910 begon Portugal de kleuren donkergroen en rood op hun vlag te gebruiken). De kleur rood op de vlag van Rio de Janeiro symboliseert het bloed van Sint-Sebastiaan, de heilige beschermheilige van de stad, en het bloed van de stichter van de stad, Estácio de Sá, en de vroege kolonisten van Rio de Janeiro.

## Geschiedenis

1808
1822
Vlag van Neutrale gemeente (1831-1889)
Vlag van het Federal District of Brazil (1908–1957)
Vlag van het Federal District of Brazil (1957–1960), huidige stadsvlag
Vlag van Guanabara (1960–1975)